# Lycophotia approximata
Lycophotia approximata là một loài bướm đêm trong họ Noctuidae.